# Culture Beat
A Culture Beat egy 1989-ben Torsten Fenslau által létrehozott német Eurodance projekt. A formáció az évek során átment különféle változásokon, a legtöbb sikert Tania Evans énekesnővel és Jay Supreme rapperrel érték el. Az 1993-as "Mr. Vain" kislemezük listavezető sláger volt 11 európai országban, és az együttes több mint 10 millió lemezt adott el világszerte.

## Története

### Eredet és megalakulás
Torsten Fenslau, aki eredetileg építészmérnök szeretett volna lenni, DJ-ként dolgozott Frankfurtban, a Dorian Gray nevű night klubban 11 éven át, amikor eldöntötte, hogy megalapítja a Culture Beat-et a barátaival, Jens Zimmermannal és Peter Zweierrel.

### 1989–1991:Horizon
Az első kislemezük, a "Der Erdbeermund", német nyelven íródott, és Jo van Nelsen vokalista adta elő. A 11. helyet érte el a német kislemezeladási slágerlistán. Angol és francia nyelven is megjelent ("Cherry Lips", illetve "Les lèvres cerises" címmel). Egy instrumentális változata is klubsláger lett az Egyesült Királyságban, ahol az 55. helyet szerezte meg.
Egy kis idővel később a Culture Beat újjáalakult az amerikai New Jersey-ben született rapper, Jay Supreme és Lana Earl lettek a frontemberei. Amíg a 2. kislemez, az "I Like You" a 22. helyet szerezte meg Hollandiában, a "No Deeper Meaning"  című 4. kislemezzel az együttesnek a 4. helyig sikerült jutnia Hollandiában és a 3. helyig a kanadai RPM Dance Chart-on. 1991-ben megjelentették első albumukat, a Horizon-t, ami csak kismértékben volt sikeres.

### 1993-1994:Serenityés nemzetközi sikerek
1993-ban Lana helyére új egy énekesnő, Tania Evans került, és az együttes felvett egy keményebb Eurodance hangzásvilágot. A "Mr. Vain" vált a mai napig legnagyobb slágerükké, a listavezető helyet megszerezve 13 országban, köztük Németországban, Ausztráliában és az Egyesült Királyságban. Ez lett az első közismert slágerük az Egyesült Államokban, a 17. helyig jutva a Billboard Hot 100-on. A kislemez háromszoros aranylemez lett Németországban azáltal, hogy 750,000 példányban kelt el, és arany fokozatot ért el számos helyen, köztük az USA-ban.
A következő kislemezeik, a "Got to Get It" és az "Anything" is Európa-szerte slágerré váltak, és a 2. albumuk, a Serenity ECHO-díjat nyert, a valaha legtöbb példányban külföldön eladott német album kategóriában, több mint kétmillió példányt adtak el belőle. Ez azt hozta magával, hogy Torsten Fenslau-t ugyancsak Echo-díjra jelölték az év legjobb producere kategóriában, és ezt könnyedén meg is nyerte.
1993. november 6-án Torsten Fenslau, a Culture Beat megalapítója autóbalesetben, 29 évesen meghalt a darmstadti Messelben. A testvére, Frank vette át a menedzseri feladatokat.

### 1995–1996:Inside Out
Az együttes visszatért a 3. albumával, az Inside Out-tal, amelyet az azonos című, "Inside Out" kislemez előzött meg. Utóbbi az 5. helyet érte el Németországban és a 32.-et az Egyesült Királyságban.

### 1997–1998: Nagy változások és aMetamorphosis
1997-ben, Frank eldöntötte, hogy a Culture Beatet más zenei irányba viszi, az Eurodance hangzást egy kereskedelmibb, pop-os hangzásvilág felé. Tania-t is lecserélte Kim Sanders-re, aki előzőleg a Captain Hollywood Project "Impossible" című számának énekesnőjeként lett ismert. Jay Supreme maradt az együttesben egy rövid ideig Tania távozása után, de a következő albumuk felvétele alatt eldöntötte, hogy elhagyja a csapatot, ezért a rap vokál részekben (csak néhány szám tartalmazott rap-et) egy másik rapper, Next Up működött közre. Bár 1998-ban a Metamorphosis album a 12. helyig jutott Németországban, csak kissé volt sikeres, mivel a top 20-ban csak 4 hétig tartózkodott, és összesen 10 hetet maradt a slágerlistán.

### 2001–jelenleg: Kislemezek és jelenlegi státusz
Három évvel később, Jacky Sangster vette át Kim helyét a Culture Beat negyedik frontember énekesnőjeként. A 2001-ben kiadott "Insanity" kislemez, bár megbukott Németországban, Izraelben megszerezte az 1. helyet. 2003-ban, megünnepelve a 10 évvel azelőtt megjelent slágerüket, a "Mr. Vain-t", egy új verziót adtak ki Németországban és elérte a 7. helyet a kislemezeladási slágerlistán. 2004-ben egy Gratest Hits válogatásalbum látott napvilágot, megelőzve egy tervezett új albumot, de visszavonták mielőtt a "Can’t Go on Like This (No No)" megjelent. Ez a kislemez is csak kisebb sikert ért el. A "Your Love"-ot 2008-ban adták ki, és mindeddig ez a legújabb daluk. Jacky és az „MC 4T” művésznevű férfi rapper, a hivatalos weboldaluk szerint továbbra is fellépnek a 90-es évek retro zenéjét képviselve világszerte.
2013 januárjában egy válogatásalbum, a The Loungin’ Side of jelent meg, ami akusztikus és lounge verziójú dalokat tartalmaz az Inside Out és a Metamorphosis albumukról.

## Diszkográfia

### Stúdióalbumok
- Horizon (1991)
- Serenity (1993)
- Inside Out (1995)
- Metamorphosis (1998)

## Fordítás
- Ez a szócikk részben vagy egészben  a   Culture Beat című angol Wikipédia-szócikk fordításán alapul.  Az eredeti cikk szerkesztőit annak laptörténete sorolja fel. Ez a jelzés csupán a megfogalmazás eredetét és a szerzői jogokat jelzi, nem szolgál a cikkben szereplő információk forrásmegjelöléseként.